# Сойка гімалайська
Со́йка гімала́йська (Garrulus lanceolatus) — вид горобцеподібних птахів родини воронових (Corvidae). Мешкає в Гімалаях.
Гімалайська сойка — птах приблизно такого ж розміру, як і її близька родичка сойка звичайна, але в цілому трохи стрункіша, за винятком дзьоба, який трохи коротший і товщий. Верхня частина голови чорна, а також видніший гребінь і довший хвіст.

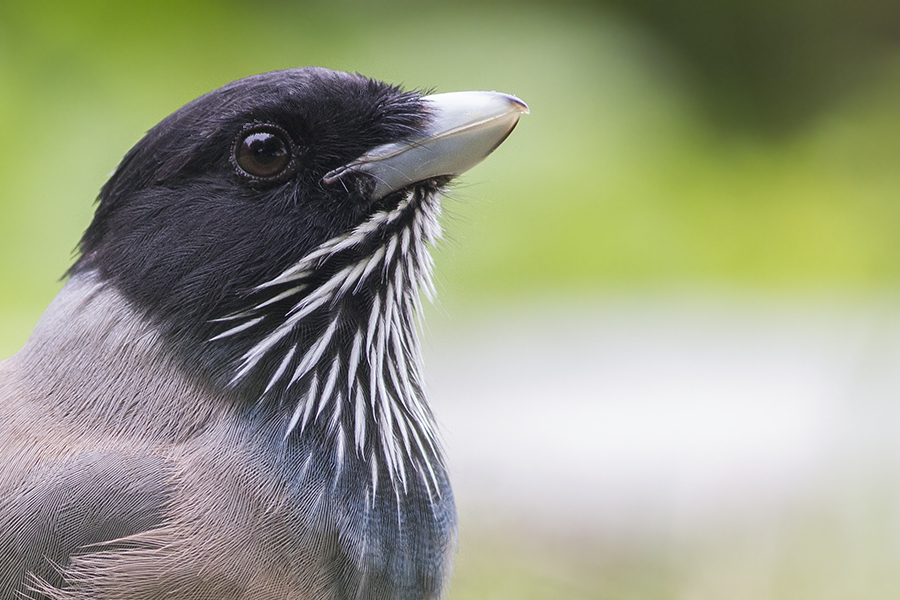
Garrulus lanceolatus з Пангот, Уттаракханд, Індія на висоті близько 2100 м.

Поширена від східного Афганістану на схід, через Гімалаї, від Індії до Непалу та Бутану. Зустрічається в лісистих місцевостях з великими площами відкритого ґрунту, а не густих лісів. Також можна зустріти на оброблюваних ділянках і навіть біля сіл, якщо поблизу є достатньо дерев і чагарників.
Харчується як на землі, так і на деревах, практично тим самим широким асортиментом рослинної та тваринної їжі, що й її близькі родичі, зокрема, яйцями та пташенятами, а також відходами поблизу людського житла.
Гніздиться на деревах і підхожих кущах і в цьому цілком нагадує сойку звичайну. Зазвичай протягом 16 днів висиджує 3-5 яєць. Годують молодняк обоє батьків.
Голос також дуже схожий на голос сойки звичайної і, найчастіше, є гучним вереском, але з більшими паузами.

## Галерея

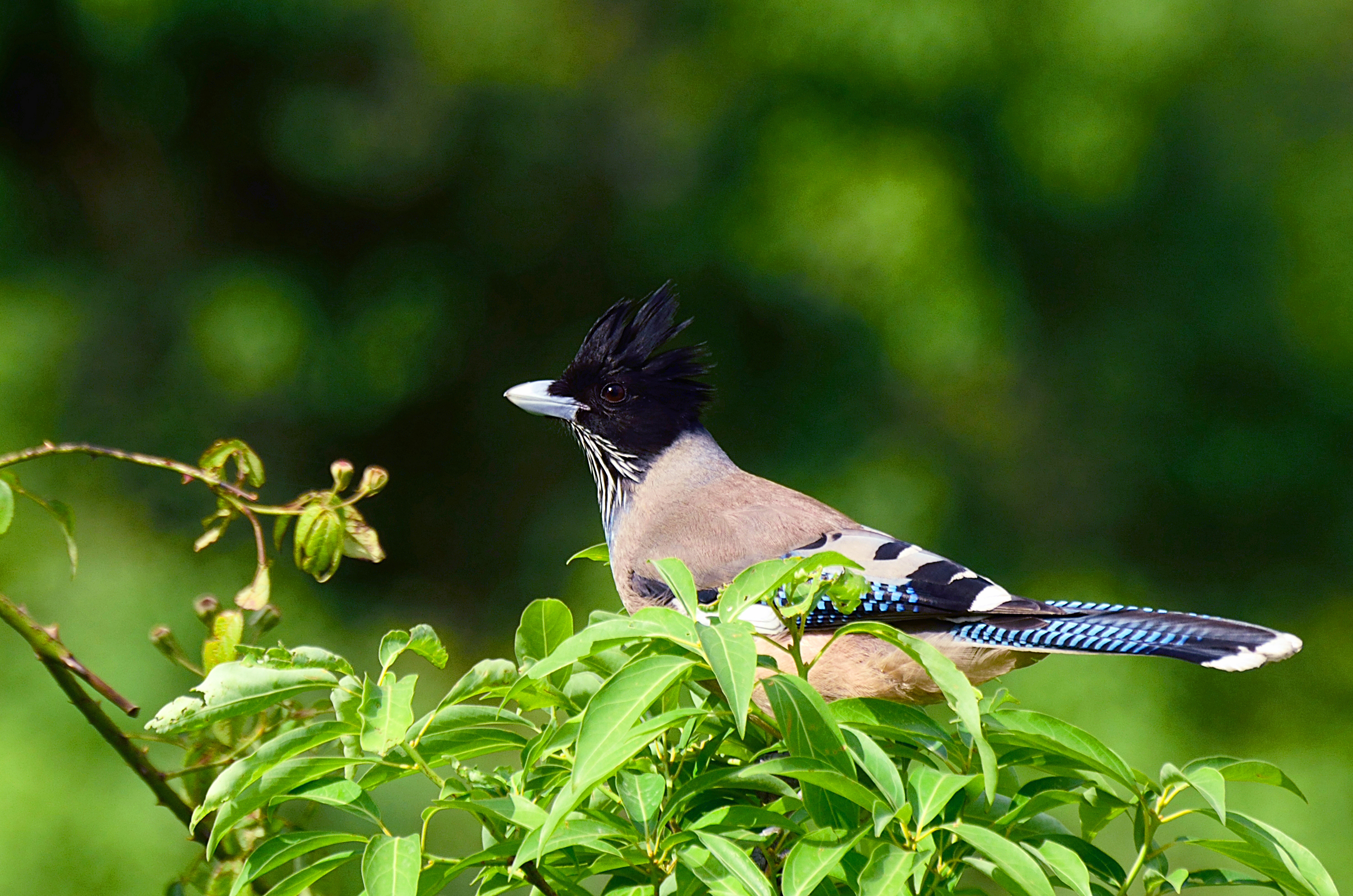
Гімалайська сойка біля храму Галлу в Гімачалі
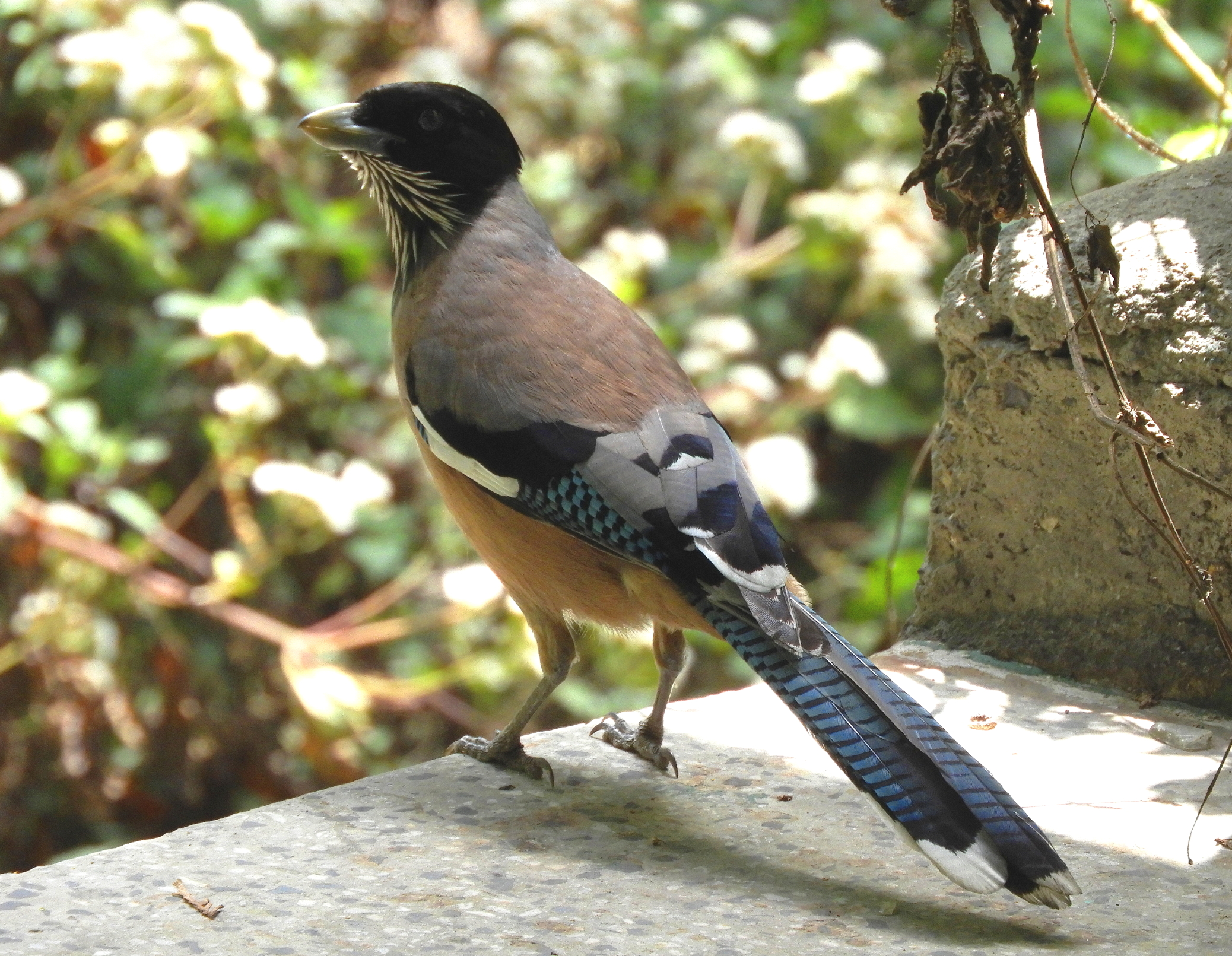
Гімалайська сойка в Сатталі[en]